# Coega illota
Coega illota är en skalbaggsart som beskrevs av Louis Albert Péringuey 1902. Coega illota ingår i släktet Coega och familjen Melolonthidae. Inga underarter finns listade i Catalogue of Life.